# Bugula gautieri
Bugula gautieri is een mosdiertjessoort uit de familie van de Bugulidae. De wetenschappelijke naam van de soort is voor het eerst geldig gepubliceerd in 1962 door Ryland.